# Sitta nagaensis
O Sitta nagaensis é uma espécie de ave da família das trepadeiras. É nativa da China, Laos, Myanmar, Vietnã, Tailândia e Índia.